# Axel Rombaldoni
Axel Rombaldoni (Pesaro, 23 marzo 1992) è uno scacchista italiano, Grande maestro dal 2013.

## Biografia
Figlio d'arte di due assidui scacchisti, il padre Andrea Rombaldoni (Maestro Nazionale) e Brigitta Banki Horvath e fratello di Denis (Maestro Internazionale), impara a muovere i pezzi all'età di quattro anni grazie alla sua famiglia.
A gennaio 2018 vive a Padova.
Il suo record nel rating mondiale lo ottiene nella classifica FIDE di luglio 2016 con 2567 punti Elo, quota che lo ha collocato al quarto posto tra i giocatori italiani, punteggio confermato anche il mese successivo che gli ha permesso di ottenere il secondo posto assoluto in Italia dietro Daniele Vocaturo.
Nella lista FIDE di gennaio 2018 ha un punteggio Elo di 2551 punti, che lo inserisce al quarto posto tra gli italiani dietro Daniele Vocaturo, Sabino Brunello e Alberto David.

## Principali risultati
Tra il 2002 e il 2008 vince sette titoli italiani giovanili consecutivi e questo risultato record gli permette di prendere parte altrettante volte ai Campionato del Mondo Giovanili.
Conquista la prima norma di Maestro Internazionale (IM) nel torneo First Saturday di Budapest del 2007. Nel campionato del mondo dei giovani dello stesso anno si qualifica 5º a pari merito, ottenendo la seconda norma di IM. Consegue la terza ed ultima norma di maestro internazionale al Reykjavík Open nel 2009.
Nel febbraio 2009 vince il suo primo torneo Open di prestigio a Pavia, con una performance di 3056 punti Elo. Nel 2009 si qualifica per la prima volta alla finale del Campionato italiano assoluto.
Nel 2011 ottiene una norma di Grande Maestro nel Campionato del mondo under-20 di Chennai in India, e nel 2012 la seconda norma al torneo open di Cannes in Francia. 

Nel giugno 2013 vince il 5º Festival di Capo d'Orso in Sardegna, conquistando la terza e definitiva norma di Grande Maestro.
Nel 2014 vince a Boscotrecase la finale del Campionato Italiano di Scacchi Assoluto con 6 vittorie, 4 pareggi e una sola sconfitta (contro il fratello Denis).
Nel maggio 2016 vince per la seconda volta (la prima volta nel 2011 con la squadra di Pesaro) il campionato italiano a squadre a Civitanova Marche con il circolo "Robert Fischer" di Chieti.
Nel giugno 2016 vince il 28º Festival Internazionale Città di Lucca con 4,5 punti su 5 disponibili.
Nel 2021 in giugno torna a giocare un torneo agonistico dopo cinque anni di inattività, realizzando 5 punti su 9 all'Open Internazionale delle Dolomiti, svoltosi a Forni di Sopra.

## Opere
È autore di due libri:

- Saint Louis 2014, Sinquefield Cup - Il torneo di Fabiano Caruana, (coautori Sabino Brunello, Yuri Garrett), Cesena, Caissa Italia, 2014, ISBN 978-88-6729-007-9.
- PNL per gli scacchi, Cesena, Caissa Italia, 2016, ISBN 978-88-6729-038-3.